# Liste des tournées de Lady Gaga
 (décembre 2018).
Si vous disposez d'ouvrages ou d'articles de référence ou si vous connaissez des sites web de qualité traitant du thème abordé ici, merci de compléter l'article en donnant les références utiles à sa vérifiabilité et en les liant à la section « Notes et références ».
Lady Gaga est une chanteuse américaine, auteure-compositrice-interprète. Sa première tournée a été effectuée en 2009. À travers plus de 484 dates, elle a depuis vendu de 5 millions de billets de concerts à travers le monde, selon Live Nation. Ses tournées, The Monster Ball Tour et le Born This Way Ball figurent parmi les plus lucratives de tous les temps.

## Liste des tournées

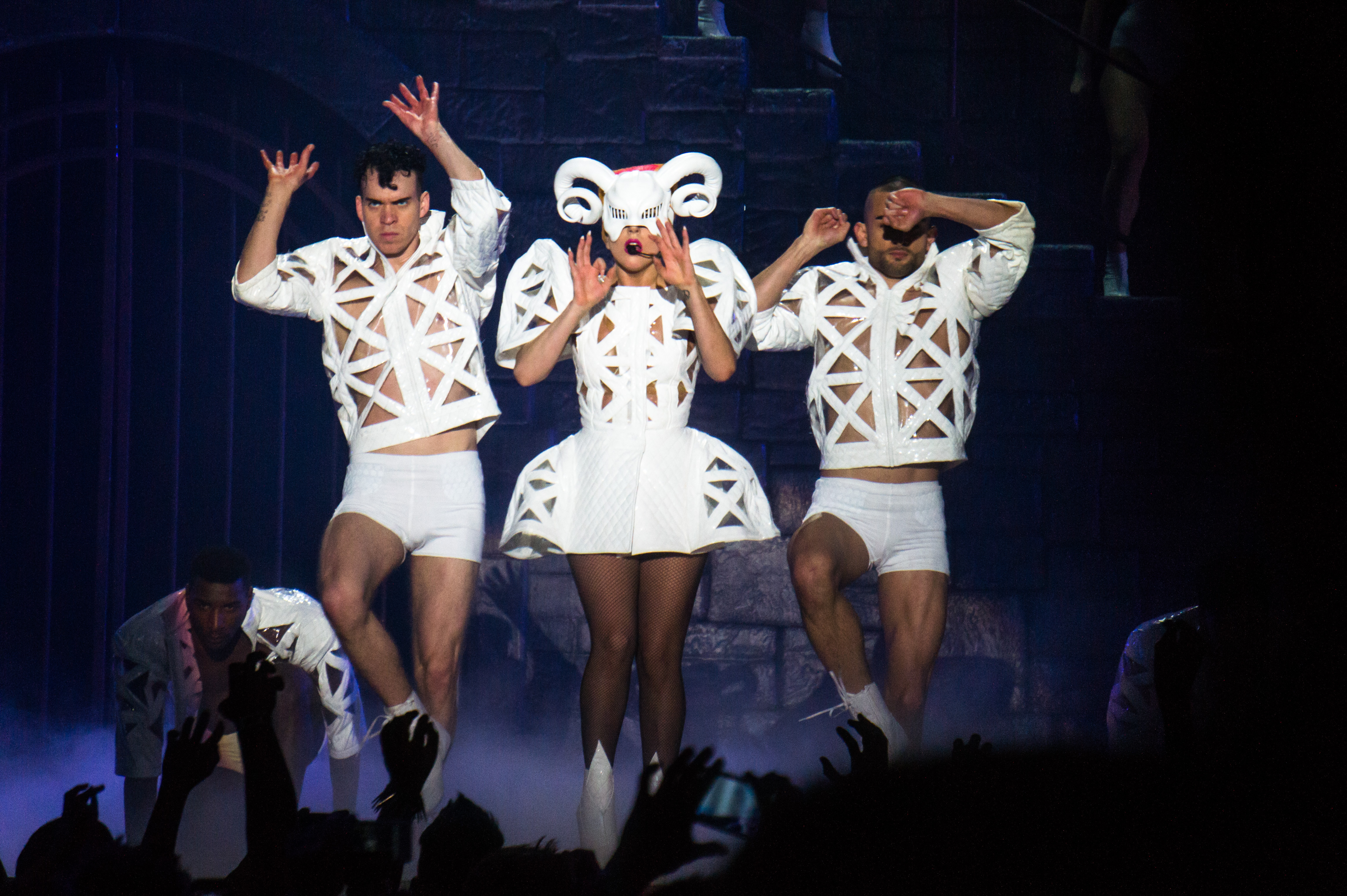
Performance de Bad Romance durant le Born This Way Ball.

| Année     | Titre                                | Durée                                                                                      | Concerts | Affluence             | Revenu                   |
| --------- | ------------------------------------ | ------------------------------------------------------------------------------------------ | -------- | --------------------- | ------------------------ |
| 2009      | The Fame Ball Tour                   | 12 mars 2009 - 29 septembre 2009 (6 mois)                                                  | 83       | 13,803 (7 dates)      | $347,862 (7 dates)       |
| 2009-2011 | The Monster Ball Tour                | 27 novembre 2009 - 6 mai 2011 (18 mois)                                                    | 201      | 2,264,702 (179 dates) | $227,400,000 (179 dates) |
| 2012-2013 | The Born This Way Ball               | 27 avril 2012 - 11 février 2013 (9 mois)                                                   | 98       | 1,781,850 (98 dates)  | $184,149,920 (98 dates)  |
| 2014      | Lady Gaga: Live at Roseland Ballroom | 28 mars 2014 - 7 avril 2014 (11 jours)                                                     | 7        | 24,532 (7 dates)      | $1,522,800 (7 dates)     |
| 2014      | Artrave: The Artpop Ball             | 4 mai 2014 - 24 novembre 2014 (7 mois)                                                     | 79       | 933,745 (75 dates)    | $84,570,031 (74 dates)   |
| 2014-2015 | Cheek to Cheek Tour                  | 30 décembre 2014 - 1er août 2015 (7 mois)                                                  | 36       | 176,267 (27 dates)    | $15,300,000 (27 dates)   |
| 2017-2018 | Joanne World Tour                    | 1er août 2017 - 1er février 2018 (7 mois)                                                  | 49       | 849,353 (49 dates)    | $95,319,686 (49 dates)   |
| 2018-2020 | Lady Gaga: Enigma                    | 28 décembre 2018 - 16 mai 2020 (18 mois)                                                   | 47       |                       |                          |
| 2021-2023 | Lady Gaga: Jazz & Piano              | 14 octobre 2021 - 31 octobre 2021 (17 jours) puis 31 août 2023 - 5 octobre 2023 (35 jours) | 21       |                       |                          |
| 2022      | The Chromatica Ball                  | 17 juillet 2022 - 10 septembre 2022 (2 mois)                                               | 17       | 833,798 (20 dates)    | $112,000,000 (20 dates)  |
| TOTAL     | TOTAL                                | TOTAL                                                                                      | 602      | 6,044,252             | $403,950,299             |

### The Fame Ball Tour
The Fame Ball Tour est la première tournée mondiale de Lady Gaga, organisée dans le but de promouvoir son album The Fame. Les spectacles ont débuté en mars 2009 sur le continent nord-américain et se sont ensuite répartis à travers l'Océanie, l'Europe et l'Asie. La chanteuse chanta les chansons de son premier album, à travers une atmosphère qu'elle décrit comme un voyage à travers les musées du pop art qui incorpore la conceptualité de personnes connues telles que Andy Warhol. La tournée a engrangé 1,347,862 de dollars et 13,788 tickets vendus à travers 13 dates selon le box-office de Billboard.

### The Monster Ball Tour
The Monster Ball Tour est la plus grosse tournée mondiale de la chanteuse ainsi que la plus grande et plus lucrative jamais effectuée par une nouvelle artiste. Elle a été programmée dans le but de promouvoir l'album The Fame et sa réédition The Fame Monster. Les dates se répartissent entre Europe, Amérique du Nord et Océanie. La tournée a été faite en deux versions, la première ayant été jugée comme « pas assez bonne » par la chanteuse, elle créa une seconde version. En France, les places disponibles pour les deux concerts à Bercy se sont écoulées en 60 secondes, battant ainsi le record de temps de ventes dans cette salle. La tournée s'est achevée le 6 mai 2011 après une série de concerts dans des stades mexicains. La tournée a engrangé 227,4 millions de dollars de recette et a attiré environ 2,5 millions de personnes dans le monde,,.

### The Born This Way Ball
Organisée dans le but de promouvoir son album Born This Way, le Born This Way Ball est la troisième tournée de la chanteuse, mêlant spectacles en stades et en arènes et durant laquelle elle se produit pour la première fois en Amérique latine. En septembre 2012, elle donna un concert au Stade de France devant 71 000 spectateurs. Ce dernier, dont la scénographie est bâtie autour d'un énorme château gothique, est jugé comme « monstre » par le Huffington Post. Mais, la tournée a été sujet de nombreuses polémiques, notamment en Russie, où le soutien de la chanteuse pour les LGBT a été très critiqué, en Océanie et également en Asie, où Live Nation dut annuler son concert à Jakarta. Le 12 février 2013, Lady Gaga annonçait l'annulation de quatre concerts en Amérique du Nord à la suite d'une synovite, une inflammation des articulations. Puis par le promoteur de la tournée l'annulation de la fin de la tournée, la chanteuse souffrant en définitif d'une déchirure du labrum de la hanche. Selon le magazine Pollstar, la tournée engrangea 161,4 millions de dollars en 2012 et 22,5 millions en 2013, apportant la recette totale à plus de 183,9 millions de dollars pour 1,8 million de spectateurs sur les deux années,.

### ArtRave: The Artpop Ball
Quatrième tournée mondiale de la chanteuse. ArtRave: The Artpop Ball débuta le 4 mai 2014, permettant ainsi la promotion de Artpop, le quatrième album studio de la chanteuse, sorti à l'automne 2013. En juin 2014, Live Nation annonça la vente de plus de 800 000 tickets à travers le monde.

### The Joanne World Tour
The Joanne World Tour est la cinquième tournée de la chanteuse permettant ainsi la promotion de son cinquième album Joanne sorti à l'automne 2016. La tournée débuta le 1er août 2017 à Vancouver au Canada et se termina donc le 1er février 2018 à Birmingham au Royaume-Uni. La tournée passera dans 2 continents dans Amérique du Nord et en Europe, en et en se faisant en 3 étapes.

### The Chromatica Ball
The Chromatica Ball est la sixième tournée de la chanteuse prévue du 24 juillet au 19 août 2020. Elle permettra la promotion de son nouvel album Chromatica, attendu pour 2020 (initialement le 10 avril, mais repoussé à cause de la crise sanitaire du coronavirus). Fait étonnant, cette tournée ne comporte que 6 dates (dans seulement 2 continents), contrairement aux autres tournées qui en comptaient des dizaines. Cela est dû à sa maladie chronique, la fibromyalgie. L'audience devrait être très concentrée sur chaque concert.

## Autres tournées
- New Kids on the Block: Live (première partie) (8 octobre 2008 - 4 décembre 2008)
- Doll Domination Tour (première partie) (18 janvier 2009 - 19 février 2009 et 16 mai 2009 - 30 mai 2009)
- Take That Presents: The Circus Live (première partie) (4 juillet 2009 - 5 juillet 2009)
- Fame Kills: Starring Kanye West and Lady Gaga (annulée) (10 novembre 2009 - 11 février 2010)
- Dive Bar Tour (mini-tournée de 3 dates)

## Liste des pays visités
| Amérique | Europe | Asie | Océanie                        | Afrique          |
| --- | --- | --- | ------------------------------ | ---------------- |
| - Amérique du Nord : - États-Unis - Canada - Mexique - Amérique centrale : - Costa Rica - Porto Rico - Amérique du Sud : - Argentine - Brésil - Chili - Colombie - Paraguay - Pérou | \| - Allemagne - Autriche - Bahamas - Belgique - Bulgarie - Croatie - Danemark - Espagne - Estonie - Finlande - France - Grèce - Hongrie - Irlande - Italie - Lettonie \| - Lituanie - Luxembourg - Malte - Monaco - Norvège - Pays-Bas - Pologne - Portugal - Tchéquie - Roumanie - Royaume-Uni - Suède - Suisse - Turquie - Russie \| | - Chine - Corée du Sud - Émirats arabes unis - Inde - Israël - Japon - Philippines - Singapour - Taïwan - Thaïlande | - Australie - Nouvelle-Zélande | - Afrique du Sud |
| TOTAL : 55 pays | | |                                |                  |
| - Allemagne - Autriche - Bahamas - Belgique - Bulgarie - Croatie - Danemark - Espagne - Estonie - Finlande - France - Grèce - Hongrie - Irlande - Italie - Lettonie                 | - Lituanie - Luxembourg - Malte - Monaco - Norvège - Pays-Bas - Pologne - Portugal - Tchéquie - Roumanie - Royaume-Uni - Suède - Suisse - Turquie - Russie | |                                |                  |